# Biatlon na Zimních olympijských hrách 2018
Závody v biatlonu na Zimních olympijských hrách 2018 proběhly od 10. do 23. února 2018 v Alpensia Biathlon Centre.
Nejvíce medailí z jednotlivých biatlonových soutěží vybojovali němečtí závodníci – téměř polovinu z nich získala Laura Dahlmeierová, která se tak stala nejúspěšnější biatlonistkou těchto her. Mezi muži byl nejlepší Francouz Martin Fourcade, který má dvě individuální zlaté medaile a jednu týmovou ze smíšené štafety. 
Největším překvapením bylo vítězství švédské mužské štafety a další medaile tohoto týmu. Olympiáda byla úspěchem i pro Slovenku Anastasii Kuzminovou, která sice neobhájila zlatou medaili ze sprintu z předcházejících dvou olympijských závodů, ale získala tři individuální medaile, z toho jednu zlatou. Částečným zklamáním byla pouze jedna individuální medaile Nora Johannese Thingnese Bø (další dvě získal ve štafetách). Běloruska Darja Domračevová získala sice jen jednu zlatou medaili, ale stala se tím nejúspěšnější biatlonistkou v historii olympijských her.
„Ukázalo se, že konkurence je stále větší, hlavně v chlapech – dvanáct individuálních medailí si rozebralo jedenáct lidí,“ komentoval to předseda Českého svazu biatlonu Jiří Hamza.

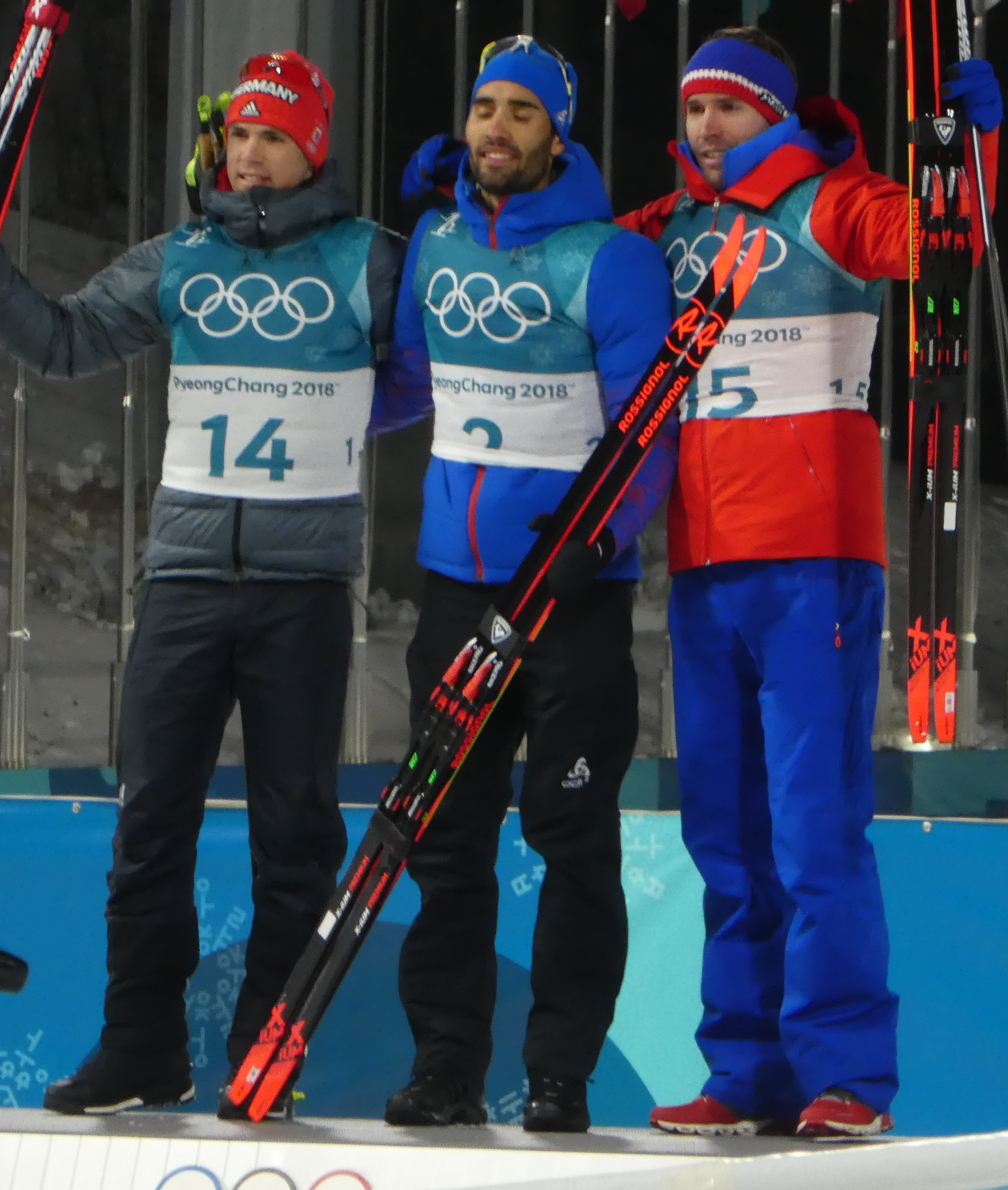
Medailisté závodu mužů s hromadným startem

## Česká účast
Česko získalo právo startu pro 5 mužů a 6 žen na základě pořadí zemí ve Světovém poháru v biatlonu 2016/17.
Na návrh Českého svazu biatlonu byli Českým olympijským výborem nominováni:
- Muži: Michal Krčmář, Ondřej Moravec, Jaroslav Soukup, Michal Šlesingr a Adam Václavík.
- Ženy: Markéta Davidová, Jessica Jislová, Eva Puskarčíková, Veronika Vítková a Veronika Zvařičová; dále Lea Johanidesová jako necestující náhradnice.

Tým dále tvořilo 13 osob: vedoucí výpravy, trenéři, servisní a medicínský tým.

### Výsledky
Čeští reprezentanti vybojovali dvě medaile: stříbrnou získal Michal Krčmář ve sprintu a bronzovou Veronika Vítková taky ve sprintu. Dále obsadili tři sedmá místa.
Reprezentační trenér Ondřej Rybář byl spokojen: „Můžeme být hrdí, že český biatlon patří do světové špičky.“
„Minule (v Soči) jsme měli medailí víc, ale chyběla Gabča (Koukalová) a z mého pohledu to je pozitivní olympiáda,“ přidal předseda svazu Jiří Hamza.

## Program
Program podle oficiálních stránek.
| Den    | Datum          | Zahájení (UTC+9) | Zahájení (SEČ) | Závod                                  |
| ------ | -------------- | ---------------- | -------------- | -------------------------------------- |
| den 2  | 10. února 2018 | 20:15            | 12:15          | sprint 7,5 km ženy                     |
| den 3  | 11. února 2018 | 20:15            | 12:15          | sprint 10 km muži                      |
| den 4  | 12. února 2018 | 19:10            | 11:10          | stíhací závod 10 km ženy               |
| den 4  | 12. února 2018 | 21:00            | 13:00          | stíhací závod 12,5 km muži             |
| den 7  | 15. února 2018 | 17:15            | 09:15          | vytrvalostní závod 15 km ženy          |
| den 7  | 15. února 2018 | 20:20            | 12:20          | vytrvalostní závod 20 km muži          |
| den 9  | 17. února 2018 | 20:15            | 12:15          | závod s hromadným startem 12,5 km ženy |
| den 10 | 18. února 2018 | 20:15            | 12:15          | závod s hromadným startem 15 km muži   |
| den 12 | 20. února 2018 | 20:15            | 12:15          | smíšená štafeta 2 × 6 + 2 × 7,5 km     |
| den 14 | 22. února 2018 | 20:15            | 12:15          | štafeta 4 × 6 km ženy                  |
| den 15 | 23. února 2018 | 20:15            | 12:15          | štafeta 4 × 7,5 km muži                |

## Medailové pořadí zemí
| Pořadí | Země            | Zlato | Stříbro | Bronz | Celkově |
| ------ | --------------- | ----- | ------- | ----- | ------- |
| 1.     | Německo (GER)   | 3     | 1       | 3     | 7       |
| 2.     | Francie (FRA)   | 3     | 0       | 2     | 5       |
| 3.     | Švédsko (SWE)   | 2     | 2       | 0     | 4       |
| 4.     | Norsko (NOR)    | 1     | 3       | 2     | 6       |
| 5.     | Slovensko (SVK) | 1     | 2       | 0     | 3       |
| 6.     | Bělorusko (BLR) | 1     | 1       | 0     | 2       |
| 7.     | Česko (CZE)     | 0     | 1       | 1     | 2       |
| 8.     | Slovinsko (SLO) | 0     | 1       | 0     | 1       |
| 9.     | Itálie (ITA)    | 0     | 0       | 2     | 2       |
| 10.    | Rakousko (AUT)  | 0     | 0       | 1     | 1       |
|        | Celkem          | 11    | 11      | 11    | 33      |

## Medailisté

### Muži
| Disciplína         | Zlato                                                                                   | Výkon     | Stříbro                                                                                      | Výkon     | Bronz                                                                      | Výkon     |
| ------------------ | --------------------------------------------------------------------------------------- | --------- | -------------------------------------------------------------------------------------------- | --------- | -------------------------------------------------------------------------- | --------- |
| vytrvalostní závod | Johannes Thingnes Bø · Norsko (NOR)                                                     | 48:03,8   | Jakov Fak · Slovinsko (SLO)                                                                  | 48:09,3   | Dominik Landertinger · Rakousko (AUT)                                      | 48:18,0   |
| sprint             | Arnd Peiffer · Německo (GER)                                                            | 23:38,8   | Michal Krčmář · Česko (CZE)                                                                  | 23:43,2   | Dominik Windisch · Itálie (ITA)                                            | 23:46,5   |
| stíhací závod      | Martin Fourcade · Francie (FRA)                                                         | 32:51,7   | Sebastian Samuelsson · Švédsko (SWE)                                                         | 33:03,7   | Benedikt Doll · Německo (GER)                                              | 33:06,8   |
| hromadný start     | Martin Fourcade · Francie (FRA)                                                         | 35:47,3   | Simon Schempp · Německo (GER)                                                                | 35:47,3   | Emil Hegle Svendsen · Norsko (NOR)                                         | 35:58,5   |
| štafeta            | Švédsko (SWE) · Peppe Femling · Jesper Nelin · Sebastian Samuelsson · Fredrik Lindström | 1:15:16,5 | Norsko (NOR) · Lars Helge Birkeland · Tarjei Bø · Johannes Thingnes Bø · Emil Hegle Svendsen | 1:16:12,0 | Německo (GER) · Erik Lesser · Benedikt Doll · Arnd Peiffer · Simon Schempp | 1:17:23,6 |

### Ženy
| Disciplína         | Zlato                                                                                            | Výkon     | Stříbro                                                                                 | Výkon     | Bronz                                                                                                 | Výkon     |
| ------------------ | ------------------------------------------------------------------------------------------------ | --------- | --------------------------------------------------------------------------------------- | --------- | --- | --------- |
| vytrvalostní závod | Hanna Öbergová · Švédsko (SWE)                                                                   | 41:07,2   | Anastasia Kuzminová · Slovensko (SVK)                                                   | 41:31,9   | Laura Dahlmeierová · Německo (GER)                                                                    | 41:48,4   |
| sprint             | Laura Dahlmeierová · Německo (GER)                                                               | 21:06,2   | Marte Olsbuová · Norsko (NOR)                                                           | 21:30,4   | Veronika Vítková · Česko (CZE)                                                                        | 21:32,0   |
| stíhací závod      | Laura Dahlmeierová · Německo (GER)                                                               | 30:35,3   | Anastasia Kuzminová · Slovensko (SVK)                                                   | 31:04,7   | Anaïs Bescondová · Francie (FRA)                                                                      | 31:04,9   |
| hromadný start     | Anastasia Kuzminová · Slovensko (SVK)                                                            | 35:23,0   | Darja Domračevová · Bělorusko (BLR)                                                     | 35:41,8   | Tiril Eckhoffová · Norsko (NOR)                                                                       | 35:50,7   |
| štafeta            | Bělorusko (BLR) · Naděžda Skardinová · Iryna Kryuková · Dzinara Alimbekavová · Darja Domračevová | 1:12:03,4 | Švédsko (SWE) · Linn Perssonová · Mona Brorssonová · Anna Magnussonová · Hanna Öbergová | 1:12:14,1 | Francie (FRA) · Anaïs Chevalierová · Marie Dorinová Habertová · Justine Braisazová · Anaïs Bescondová | 1:12:21,0 |

### Smíšené soutěže
| Disciplína      | Zlato                                                                                           | Výkon     | Stříbro                                                                                       | Výkon     | Bronz                                                                                 | Výkon     |
| --------------- | ----------------------------------------------------------------------------------------------- | --------- | --------------------------------------------------------------------------------------------- | --------- | ------------------------------------------------------------------------------------- | --------- |
| smíšená štafeta | Francie (FRA) · Marie Dorinová Habertová · Anaïs Bescondová · Simon Desthieux · Martin Fourcade | 1:08:34,3 | Norsko (NOR) · Marte Olsbuová · Tiril Eckhoffová · Johannes Thingnes Bø · Emil Hegle Svendsen | 1:08:55,2 | Itálie (ITA) · Lisa Vittozziová · Dorothea Wiererová · Lukas Hofer · Dominik Windisch | 1:09:01,2 |